# Stelis lateralis
Stelis lateralis är en biart som beskrevs av Cresson 1864. Stelis lateralis ingår i släktet pansarbin, och familjen buksamlarbin. Inga underarter finns listade i Catalogue of Life.